# De gouden cirkel
De gouden cirkel is het eenenvijftigste stripverhaal uit de reeks van Suske en Wiske. Het is geschreven door Willy Vandersteen en gepubliceerd in De Standaard en Het Nieuwsblad van 4 januari 1960 tot en met 11 mei 1960.
De eerste albumuitgave was in 1960, in de Vlaamse tweekleurenreeks met nummer 39. In 1971 verscheen het verhaal in de Vierkleurenreeks met albumnummer 118. De geheel oorspronkelijke versie verscheen in 1998 opnieuw in Suske en Wiske Klassiek.

## Locaties
- Schiphol, luchthaven Keflavík op IJsland, bergen van Groenland, vliegveld Alaska, vliegveld Haneda (Tokio International Airport, Japan), Tokio Tower, geishahuis en oefenkamp Sumo-worstelaars, vliegveld Tai Pak - Manilla (Filipijnen) en de Taal Vista Lodge, Hong-Kong met Kai-Tak vliegveld, Aberdeen baai met villa van professor Wong, Bangkok en Chao-Phya (rivier), oefenkamp boksers, Calcutta met Vicoria Memorial, Benares aan de Ganges, Clark hotel, piramides en vliegveld bij Caïro.

## Personages
- Suske, Wiske met Schanulleke, tante Sidonia, Lambik, Jerom, professor Barabas, politiecommissaris en politieagenten, professor Robijn, Snoeffel en Gaffel, politie-inspecteur, professor Watanabe en zijn vrouw, Sumo-worstelaars, Miss Trinidad, professor Maramba, schoenenpoetser, de Sekte van Het Kwade Oog, de Sekte van Het Blauwe Oog, de Sekte van Het Groene Oog, dokter Sasayam, professor Wong, dokter Rabingore, gezagvoerder Vanos en luchtverkeersleiding, stewardess, douaniers.

## Het verhaal
Lambik en Jerom gaan uit eten bij tante Sidonia, maar als professor Barabas opbelt valt hij ineens flauw. Hierop snellen de vrienden zich naar zijn laboratorium. De politie komt ook aangesneld en waarschuwt de vrienden de deur van het laboratorium niet te openen; professor Barabas heeft een bestralingsmethode ontdekt waarmee radioactiviteit kan worden bestreden. Maar helaas is de professor zelf slachtoffer geworden van de straling. Met een microfoon kan de professor nog vertellen dat bestraling met capsules Xo25 de ioniserende straling kunnen verhelpen. Professor Robijn, een assistent van professor Barabas, komt aan en vertelt dat de capsules zijn uitgedeeld aan collega’s tijdens de reis naar het Verre Oosten. Niemand merkt dat Snoeffel en Gaffel de vrienden afluisteren, ze vertellen later dat ze in dienst zijn van een trust van chemische producten die alle capsules opeist na het ongeluk van professor Barabas. Lambik geeft niks om de miljoenen die de trust heeft geïnvesteerd en Jerom zet beide mannen buiten de deur.
Suske en Wiske volgen het spoor van de professor op de globe, Tokio, Manilla, Hong-Kong, Bangkok, Calcutta, Delhi, Caïro en Istanboel. De vrienden hebben de hele nacht gebeld voor hulp, en ze krijgen van de KLM een vliegtuig, de Russen zenden een geïsoleerde cabine en uit Amerika komt een apparaat om de cabine te bedienen. Lambik haalt professor Barabas in beschermende kleding uit zijn laboratorium, maar stapt nog op een spijker. De vrienden brengen de professor in de beschermende cabine aan boord van het vliegtuig. Snoeffel en Gaffel zorgen ervoor dat de piloten niet komen opdagen en daarom besluiten Lambik en Jerom zelf als piloot in te stappen op K.L.M. Constellation, vlucht 717. Dan blijkt er een geranium uit het hoofd van Lambik te groeien, hij is aangetast door de straling toen hij op de spijker trapte in het laboratorium. De vrienden landen in Kevlavik op IJsland om te tanken, maar Snoeffel en Gaffel wachten hen op en de vrienden vliegen snel door richting Groenland. Bij de Noordpool wordt het vliegtuig ingehaald door vlucht 718 van Snoeffel en Gaffel en de vrienden tanken nog in Alaska voor de tocht over de Stille Oceaan.
Het vliegtuig landt in Haneda, Tokyo International Airport en de vrienden worden door de politie opgewacht. De politie vertelt dat Snoeffel en Gaffel recht hebben op de capsule waarmee professor Barabas wordt bestraald, maar ze moeten hem wel zelf uit de cabine halen. Dit zien Snoeffel en Gaffel toch niet zitten en de politie helpt Lambik op het spoor van de collega’s van professor Barabas, die dicht bij de Tokio Tower moeten wonen. Lambik ontmoet de vrouw van professor Watanabe die hem vertelt dat de capsule in het oefenkamp waar Sumo-worstelaars zich voorbereiden is opgeslagen. Lambik en Jerom treffen professor Watanabe en gaan met hem naar een geishahuis, maar daar horen ze dat Snoeffel en Gaffel met de capsule zijn verdwenen. De vrienden zijn verdrietig, maar dan komt de politie-inspecteur en geeft de capsule. Snoeffel en Gaffel hadden eigenlijk toch geen recht op deze capsule omdat hij al Japan was ingevoerd voordat het contract met de trust getekend was. De vrienden krijgen nog benodigdheden voor Ikebana, bloemschikken, mee en daarmee verzorgt Wiske de geranium op het hoofd van Lambik.
De vrienden vliegen richting de Filipijnen. Als Wiske de capsule wil vervangen komt het vliegtuig in een luchtzak en hierdoor wordt Wiske ook bestraald, uit haar hoofd groeit een margriet. De vrienden landen in Manilla Miss Trinidad wijst hen naar de Taal Vista Lodge, waar professor Maramba woont. Als Jerom en Lambik aankomen blijken Snoeffel en Gaffel hen net voor te zijn geweest, maar ze kunnen de capsule nog afpakken en laten Snoeffel en Gaffel bij de politie bezorgen. Professor Maramba schenkt de capsule aan de vrienden, maar dan blijkt Lambik al in het stadium van de bestraling te zijn gekomen dat hij gaat zweven. Met magnetische schoenen wordt dat voorlopig verholpen. De vrienden vliegen door over de Chinese Zee richting Hong-Kong en landen op Kai Tak. Wiske gaat op zoek naar de professor, maar wordt gekidnapt door een handlanger van de geheime sekte “Het Kwade Oog”, die in dienst is van Snoeffel en Gaffel. Tching-Tchang dreigt Wiske te onthoofden, waarna ze de foto afgeeft. Hij herkent professor Wong op de foto van Wiske, maar dan komt de sekte van “Het Blauwe Oog” binnengestormd en wil de capsule ook in handen krijgen. Wiske kan ontsnappen in de chaos als ook de sekte van “Het Groene Oog” binnenstormt en waarschuwt professor Wong telefonisch. De capsule wordt verborgen in Aberdeen-baai en Wiske laat zich met opzet kidnappen als ze in een sampan vaart. De sekte van “Het Kwade Oog” brengt Wiske naar de villa van professor Wong, maar Jerom heeft zich daar al verstopt omdat Wiske hem al had gewaarschuwd en hij verslaat de boeven. Een schoenpoetser die eerder geholpen is door Wiske probeert de vrienden nog te waarschuwen, maar het vliegtuig vliegt weg voordat hij dit kan doen.
Tijdens de vlucht horen de vrienden dat er een tijdbom aan boord is en de vrienden keren terug naar Hong-Kong en geven de capsule aan Snoeffel en Gaffel. Dan hoort Jerom van de schoenpoetser dat er helemaal geen bom aan boord is, Jerom kan de capsule afpakken van Snoeffel en Gaffel en wordt later uit de zee opgepikt door zijn vrienden. Het gezelschap vliegt door naar Bangkok, maar Lambik is vergeten te tanken en ze maken een noodlanding in een rijstveld vlak bij de Chao-Phya-rivier. De margriet van Wiskes hoofd breekt af tijdens de landing en ze begint even later al te zweven. De commandant van de luchthaven is tijdelijk monnik geworden en stuurt een helikopter achter de zwevende Wiske aan, maar Snoeffel en Gaffel vangen haar eerst. Wiske wordt opgesloten in een tempeltje en ze geeft een briefje mee aan een zwerfhond. Dokter Sosayam wordt herkend van de foto en de vrienden gaan naar het oefenkamp van de boksers waar de dokter werkt. De hond is aangekomen in een tempel waar twee danseressen aan het dansen zijn en een van de danseressen besluit haar broer te waarschuwen nadat ze het briefje gelezen heeft.
De broer van de danseres is bokser en wordt door zijn zus gewaarschuwd, waardoor hij Snoeffel en Gaffel kan verslaan als ze aankomen in het oefenkamp. Wiske wordt gevonden door dokter Sosayam en samen met de capsule wordt ze afgeleverd bij haar vrienden. De dokter waarschuwt tante Sidonia dat Wiskes toestand snel achteruit zal gaan nu de margriet is afgebroken. De vrienden vliegen door naar Calcutta en komen op het spoor van dokter Rabingore die vlak bij het Victoria Memorial woont. Als Jerom een heilige koe optilt omdat het midden op de weg ligt wordt de menigte woedend en opgehitst door een sadhoe. Jerom schakelt de magnetische schoenen van Lambik uit en vliegt samen met hem weg uit de menigte. Ze vragen aan een yogi de weg en horen later van de vrouw van dokter Rabingore dat hij die ochtend is vertrokken voor een bedevaart naar de heilige stad Benares aan de Ganges. Er zijn onlusten uitgebroken en het toestel mag niet opstijgen, daarom vermomt tante Sidonia zich als inheemse en gaat met een taxi richting Benares. Na de dokter gesproken te hebben gaat ze naar zijn hotelkamer in het Clark hotel voor de capsule. Op een kameel weet ze te ontkomen aan Snoeffel en Gaffel.
Snoeffel en Gaffel brengen een cobra aan boord van het vliegtuig van de vrienden en Jerom wordt gebeten. Lambik trekt de geranium van zijn hoofd om als serum tegen het slangengif te gebruiken. Dan krijgen de vrienden een bericht van Snoeffel en Gaffel, de capsules uit Delhi en Istanboel zijn al in Caïro. Lambik neemt contact op met het vliegveld in Delhi en Jerom krijgt daar een antigif tegen de slangenbeet. Lambik vermomt zich als Snoeffel en krijgt het adres waar de capsules verborgen zijn. Hij wordt echter neergeslagen door een agent die hem voor een van de boeven aanziet. Hij komt bij in het hospitaal. Doktoren uit de hele wereld hebben samengewerkt en een middel uitgevonden waarmee Wiske en professor Barabas genezen kunnen worden. In het vliegtuig terug naar huis verliest Lambik zijn bewustzijn ook en wordt samen met Wiske en professor Barabas bestraald in de cabine. Lambik en Jerom zijn dus uitgeschakeld als piloot. Sidonia durft het niet aan, dus blijft alleen Suske over als mogelijke piloot. Hij ziet geen andere keuze dan het te proberen. Vanaf de grond wordt Suske tijdens het vliegen zoveel mogelijk geleerd over het vliegtuig. Ze spreken hem moed in en doen heel gemoedelijk om Suske niet nog banger te maken. Maar ondertussen worden alle hulpdiensten opgetrommeld, voor het geval dat.  Gezagvoerder Vanos helpt de dappere Suske via de boordradio ook bij de landing op Schiphol, die toch niet helemaal goed gaat. Maar het loopt goed af. Snoeffel en Gaffel komen ook aan op Schiphol, in een kist. Hun opdrachtgevers hadden geen belangstelling meer in de X025-capsules en ze zijn ontslagen. Professor Barabas, Wiske, Lambik en Jerom herstellen in het ziekenhuis.

## Achtergronden bij het verhaal
- De plot werd geïnspireerd door een wereldreis die Vandersteen had gemaakt in het gezelschap van Maria Rosseels.
- In dit album maken Snoeffel & Gaffel hun debuut.
- Samen met onder andere De schat van Beersel en De bokkerijders behoort dit verhaal tot de best gewaardeerde in de Suske en Wiske-Hitparade[1].
- De naam "Rabingore" is geïnspireerd door de Indiase dichter, roman- en toneelschrijver "Rabindranath Tagore".

## Vertalingen
Het verhaal is ook gepubliceerd in het Frans, als Le cercle d'or.